# Svenja Hofert
Svenja Hofert (* 2. Oktober 1965 in Köln) ist eine deutsche Autorin, Bloggerin und Vortragsrednerin. In ihren Werken setzt sie sich mit Karriere und der Psychologie der Veränderung auseinander.

## Leben
Svenja Hofert hat einen Master of Science in Wirtschaftspsychologie und einen Magister Artium der Universität Köln. Bis 2019 war sie Kolumnistin bei Spiegel Online, von 2017 bis 2018 bei der Huffington Post und von 2018 bis 2019 bei der inzwischen eingestellten Welt Bilanz. Seit 2022 ist die Kolumnistin für Wirtschaftspsychologie aktuell vom Deutschen Psychologen Verlag. Ihre Bücher erschienen in verschiedenen Verlagen, darunter Kösel, Redline, Beltz, Gabal, Campus, Springer Gabler und Eichborn-Verlag. 2001 gründete sie Karriere & Entwicklung, 2015 Teamworks GTQ GmbH.
Hofert ist mit ihrem Newsletter „Weiterdenken“, der über 3.500 Abonnenten hat, eine der erfolgreichsten deutschen Autorinnen bei Substack.
Svenja Hofert lebt in Pinneberg.

## Publikationen
- Veränderungen wirksam begleiten. SpringerNature 2025[7]
- Mach dich frei. 100 mentale Modelle für klareres Denken und bessere Entscheidungen, Campus, 2023
- Teams und Teamentwicklung Vahlen, 2021, 2. Auflage 2024[8]
- Mindshift. Mach dich fit für die Arbeitswelt von Morgen. Campus-Verlag, 2019
- Der agile Kulturwandel. 33 Lösungen für Veränderungen in Unternehmen. Springer Gabler, 2018, mit Claudia Thonet
- Das agile Mindset. Springer Gabler, 2018
- Hört auf zu coachen! Kösel, 2017, 2. Auflage 2024 Vahlen[9]
- Psychologie für Berater, Trainer, Personalentwickler. 2017
- Agiler führen: Einfache Maßnahmen für bessere Teamarbeit, mehr Leistung und höhere Kreativität. 2016; 2. Auflage, 2017, 3. Auflage 2021
- Was sind meine Stärken? Entdecke was in Dir steckt. 2016
- Teambibel. mit Thorsten Visbal, 2015
- Karriere mit System. (2014)
- Meine 100 besten Tools für Coaching und Beratung. (2013)
- Guerilla Bewerbung. (2012)
- Praxisbuch für Freiberufler. Alles, was Sie wissen müssen, um erfolgreich zu sein. 4., völlig überarbeitete Neuauflage. Gabal, Offenbach 2012, ISBN 978-3-86936-435-3.
- Am besten wirst du Arzt. So unterstützen Sie Ihr Kind wirklich bei der Berufswahl. (2012)
- Das Slow-Grow-Prinzip. Lieber langsam wachsen als schnell untergehen. (2011)
- Survival Guide für Selbstständige. (2011)
- Ich hasse Teams. Wie Sie die Woche mit Kollegen überleben. (2010)
- Stellensuche und Bewerbung im Internet. (2009) ISBN 978-3-86910-750-9
- Karrieremacherbuch. Erfolgreich in der Jobwelt der Zukunft. (2009) ISBN 3-8218-5991-1
- Praxisbuch IT-Karriere. (2009) ISBN 978-3-8218-5970-5
- Jobsuche und Bewerbung im Web 2.0 (2008) ISBN 978-3-8218-5951-4
- Bewerben ohne Bewerbung. (2005)
- Praxisbuch Existenzgründung. (2004/2010/2012)